# Ясенець (Україна)
Ясене́ць — село в Україні, в Коростенському районі Житомирської області. Входить до складу Овруцької міської громади. Населення становить 156 осіб.
10 червня   1943 нацистські окупанти спалили повністю село Ясенець (колишнього Словечанського району), загинуло 2 жителі..

## Джерело
- Облікова картка на с. Ясинець на сайті ВРУ [Архівовано 22 лютого 2019 у Wayback Machine.]

| Україна | Це незавершена стаття з географії України. Ви можете допомогти проєкту, виправивши або дописавши її. |